# Asociación de Estudiantes Polacos

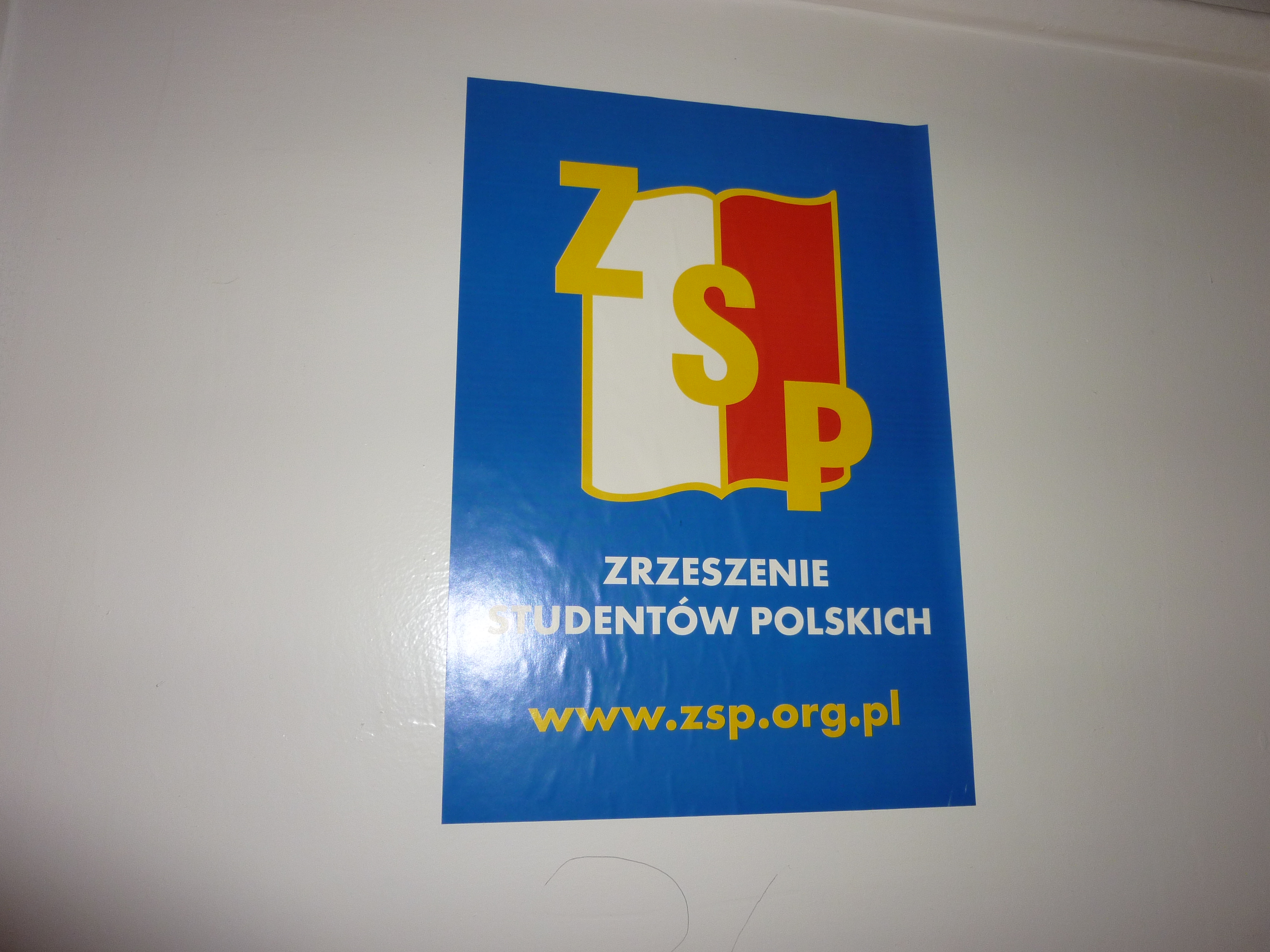
Logo

La Asociación de Estudiantes Polacos (en polaco: Zrzeszenie Studentów Polskich, AFI: [zʐɛ'ʂɛɲɛ stu'dɛntuf 'pɔlskʲix], abreviado ZSP) es una de las principales asociaciones de estudiantes de Polonia. Fundada en 1950, se estima que en 2007 contaba con unos 10 000 socios. Llegó a tener 40 000 miembros a finales de los años 1980. La asociación forma parte de la Unión de Estudiantes Europeos.
Entre los proyectos más importantes que ha organizado se encuentra el Festival FAMA, un festival artístico para estudiantes que tiene lugar en Świnoujście cada año desde 1966.

## Historia
La ZSP fue fundada 1950 como organización alternativa a la Unión de la Juventud Polaca, organización de tipo soviético calcado de los movimientos de juventudes comunistas. Tras las manifestaciones estudiantiles polacas de marzo de 1968, la organización fue prohibida. Sin embargo, en 1973, fue retomada por el Partido Obrero Unificado Polaco bajo la denominación de Unión Socialista de Estudiantes Polacos (en polaco: Socjalistyczny Związek Studentów Polskich, o SZSP).
La organización original fue reactivada en 1982.

## Publicaciones
La ZSP publica una revista titulada idt.